# Herennius Senecio
Pour les articles homonymes, voir Senecio.
Herennius Senecio est un homme politique romain du Ier siècle.

## Biographie
Philosophe stoïcien, Senecio était hostile à Domitien, et n'avait pas voulu gérer d'autre magistrature après sa questure.
C'est pourquoi il accepte de défendre Valerius Licinianus, accusé de complicité avec la grande vestale Cornelia, que Domitien fit périr.
Il fut ensuite désigné par le Sénat pour être avocat dans le procès de Baebius Massa (en), accusé d'avoir commis des malversations pendant son proconsulat de Bétique. Senecio était lui-même né en Bétique et y avait exercé sa questure. Il saisit cette occasion pour attaquer indirectement l'empereur dans la personne d'un de ses favoris et s'acharna contre Massa. Avec l'appui de Pline le Jeune, il obtint que le Sénat instruise le procès, puis déclara Massa coupable et ordonna la mise de ses biens sous séquestre, en vue des dommages-intérêts à payer aux victimes.
Par égard pour les provinciaux, Domitien laissa condamner son favori. Au lieu de considérer que ce résultat était une importante concession de l'empereur, Senecio, enhardi par la sentence du Sénat, décida de monter en épingle cette affaire pour jeter du discrédit sur le gouvernement impérial, et prétendit défendre les intérêts des provinciaux mieux que Domitien, qui, pourtant, recherchait leur appui.
Provocation supplémentaire, il écrivit alors l'éloge d'Helvidius Priscus, qui avait été mis à mort par Vespasien.
Ces attaques firent réagir l'empereur, qui décida la mort de Senecio. Vers la fin de 93, il fut accusé par Mettius Carus devant le Sénat. Déclaré coupable, il fut mis à mort.
L'éloge d'Helvidius fut brûlé par les triumvirs capitaux sur le comitium du vieux Forum Romanum.

## Postérité
Le personnage de Senecio et l'action entreprise contre Baebius Massa sont le point de départ du roman historique d'Hédi Kaddour, La Nuit des orateurs (2021).